# Sacerdocio aarónico
El sacerdocio aarónico, también llamado sacerdocio de Aarón o sacerdocio levítico, es uno de los dos ordenes sacerdotales administrados por La Iglesia de Jesucristo de los Santos de los Últimos Días. El nombre proviene de Aarón, hermano de Moisés y toma como modelo al Nuevo Testamento donde se refiere a Aarón como líder del oficio Levítico del Antiguo Testamento. El sacerdocio aarónico es tipificado por el orden del Sacerdocio de Melquisedec y del cual es una dependencia, y símbolo del sacrificio expiatorio de Jesús.
En la Iglesia de Jesucristo de los Santos de los Últimos días el sacerdocio aarónico se da a los jóvenes de edades comprendidas entre los doce y los dieciocho años, ambos inclusive, y a los recién bautizados con esa edad. El líder general del sacerdocio de Aarón es el obispo, quien es un adulto varón cuya función es servir al ministerio de los líderes de las congregaciones individuales (llamadas barrios). 
Los poseedores del sacerdocio aarónico se encargan de preparar, bendecir y repartir la Santa Cena, ayudan a recaudar las ofrendas de ayuno y prestan servicio dentro de su comunidad o barrio. De igual manera asisten en la enseñanza y sirven de apoyo a los líderes locales. Los que tienen el oficio de presbíteros también pueden realizar bautismos.
El sacerdocio Aarónico se divide en tres oficios, a saber:
- Diácono
- Maestro
- Presbítero

## Historia
La Iglesia SUD, así como de otras confesiones del Movimiento de los Santos de los Últimos Días, sostienen que el sacerdocio aarónico se originó por medio de una epifanía que tuviera Joseph Smith en la que Juan el Bautista le confirió el orden sacerdotal el 15 de mayo de 1829. Smith relata que al encontrarse en la traducción del Libro de Mormón, junto a su colega Oliver Cowdery encontraron discrepancias relacionadas con la metodología bautismal. Smith afirma que al retirarse con Cowdery a un bosque a solicitar intervención divina, Juan el Bautista apareció para solventar la cuestión. El relato aparece como revelación divina en la sección 3 del libro Doctrina y Convenios.

## Oficios

### Diácono
Es el primer oficio dentro del sacerdocio aarónico y se otorga a los jóvenes que son miembro de la Iglesia de Jesucristo de los Santos de los Últimos Días al cumplir doce años.
Los deberes de un diácono son ayudar a los maestros a ocuparse de las necesidades temporales de la iglesia, y "amonestar, exponer, exhortar, y enseñar, e invitar a todos a venir a Cristo". Una de las actividades principales de los diáconos es repartir la Santa Cena a los asistentes de las reuniones dominicales de las diferentes congregaciones de la Iglesia.

### Maestro
Es el segundo oficio dentro del sacerdocio aarónico y se otorga a los jóvenes que son miembro de la Iglesia de Jesucristo de los Santos de los Últimos Días al cumplir catorce años.
Los deberes de un Maestro son "velar siempre por los miembros de la iglesia, y estar con ellos y fortalecerlos". Una de las actividades principales de los Maestros es acomodar la mesa donde se realizara la santa cena (durante las reuniones dominicales de las diferentes congregaciones de la Iglesia).
Si no hubiese un líder que sea llamado como Elder o Presbítero, un Maestro podrá dirigir una congregación local.

### Presbítero
Es el tercer oficio dentro del sacerdocio Aarónico, y se otorga a los jóvenes que son miembro de la Iglesia de Jesucristo de los Santos de los Últimos Días al cumplir dieciséis años, o cuando un adulto mayor de dieciocho años es bautizado.
Los deberes de un Presbítero "es predicar, enseñar, exponer, exhortar, bautizar y administrar la santa cena". Una de las actividades principales de los Presbíteros es "Bendecir" la santa cena (durante las reuniones dominicales de las diferentes congregaciones de la Iglesia). También puede bautizar a las personas que decidan unirse a la Iglesia.
Si no hubiese un  Élder, quien ocupa el rango menor dentro del sacerdocio de Melquisedec, un Presbítero puede dirigir una congregación local. También un Presbítero pudiera ordenar a otros Presbíteros, Maestros o Diáconos.

### Obispo
El obispo se encarga de dirigir al sacerdocio de Aarón dentro de las unidades establecídas como "barrios", a diferencia de los demás, en este caso se llama como obispo a un adulto. El obispo es el responsable directo de los presbíteros de su unidad eclesiástica, y se le designa como Presidente del quorum de presbíteros.

87 Y también el deber del presidente del Sacerdocio de Aarón es presidir a cuarenta y ocho presbíteros, sentarse en concilio con ellos y enseñarles los deberes de su oficio, cual se indica en los convenios.

88 Este presidente ha de ser un obispo, porque este es uno de los deberes de este

## Quorum
Dentro de las unidades administrativas (ya sea barrios o ramas) los jóvenes que poseen el sacerdocio dentro de un mismo oficio se organizan en 'quorums'. Cada quorum está dirigido por un presidente y dos consejeros que son elegidos de los integrantes del mismo, con excepción del quorum de presbíteros en el cual el presidente del quorum es el obispo y este a su vez elige a dos ayudantes que trabajaran junto con el (Estos si pertenecen al quorum de presbíteros).
El obispo organiza a los diferentes quorums, cada quorum tiene un límite de miembros, si este se excede se procede a organizar otro quorum dentro de la unidad eclesiástica. Los diáconos en un quorum de hasta doce miembros, a los maestros en un quorum de hasta veinticuatro miembros, y a los presbíteros en un quorum de hasta cuarenta y ocho miembros.